# 薬害肝炎
薬害肝炎（やくがいかんえん）とは、血液凝固因子製剤（フィブリノゲン製剤、非加熱第IX因子製剤、非加熱第VIII因子製剤）の投与によるC型肝炎（非A非B型肝炎）の感染被害のこと。製薬会社「田辺三菱製薬」は、フィブリノゲン製剤の推定投与数は約29万人であり、推定肝炎感染数1万人以上と試算している。

## 感染原因となった血液製剤
薬害肝炎の原因となった血液製剤は、フィブリノゲン製剤と第VIII因子（第8）第IX（第9）因子製剤という血液凝固因子製剤。血液凝固因子製剤とは、ヒトの血液から血液凝固因子を抽出精製して製造される血液製剤のことである。

### フィブリノゲン製剤
フィブリノゲン製剤は、血液凝固第I因子であるフィブリノゲンを抽出精製した血液製剤である。日本ではミドリ十字（現・田辺三菱製薬）が1964年から製造販売している。
非加熱フィブリノゲン製剤「フィブリノゲン－ミドリ」（1964年-1987年）、およびウイルス不活化（ウイルスの感染力を失わせる）対策として乾燥加熱処理がなされた製剤「フィブリノゲンHT－ミドリ」（1987年-1994年）により、薬害肝炎が発生した。これらのフィブリノゲン製剤は、輸入売血または輸入売血と国内売血の混合血から製造されていた。現在販売されているフィブリノゲン製剤は、献血由来、乾燥加熱処理と界面活性剤処理が施されており、薬害肝炎の原因とはなっていない。また、1985年以前に製造されていたフィブリノゲン製剤は、BPL処理が施されており、C型肝炎ウイルスは結果的に不活化されていたとの検証実験が報告されている。

### 第VIII（第8）因子製剤
第VIII因子製剤は、血液凝固第VIII因子を抽出精製した血液製剤である。血友病A型の治療のために開発された製剤。

### 第IX（第9）因子製剤
第IX因子製剤は、血液凝固第IX因子を抽出精製した血液製剤である。本来は、血友病B型の治療のために開発された製剤であるが、本来適応症とはされていなかった新生児出血（メレナなど）などにも、小児医療の現場では使われていた。第IX因子だけでなく、第II因子、第VII因子、第X因子も含まれていることから、第IX因子複合体製剤とも呼ばれる。
C型肝炎の原因となった製剤「クリスマシン」は、ミドリ十字が1976年から1985年まで製造販売していた非加熱製剤である。薬害エイズ事件の原因にもなった製剤であり、1985年にウイルス不活化処理がなされた加熱製剤に切り替えられたが、その後も非加熱製剤の自主回収が行われなかったことから、1988年頃まで臨床現場で使用されていたと言われている。「PPSB－ニチヤク」は、日本製薬が1972年から1986年まで日本国内の買血を原料として製造販売していた非加熱製剤である。
なお、薬害肝炎訴訟（後述）において、本製剤での国および製薬会社の責任については、大阪地裁および福岡地裁においては、原告側の請求は棄却された。東京地裁においては、製薬会社の責任が認められ、名古屋地裁においては、国の責任（および製薬会社の責任）を認める判決が言い渡された。しかしながら、この訴訟において最後の地裁判決となった仙台地裁では製薬会社については、一部責任が認められたものの国については、フィブリノゲンについても本製剤についても責任はないとの判断が下された。

## 薬害肝炎に関連する出来事

### 問題化の経緯
| 年号   | 出来事 |
| ------ | --- |
| 1963年 | 厚生省が「血清肝炎調査研究班」を設置。 |
| 1964年 | 3月、ライシャワー駐日米大使襲撃事件、同大使は輸血によりウイルス性肝炎に感染。 6月、日本ブラッドバンクの「フィブリノーゲン-BBank」が製造承認される。 8月、「保存血液」（輸血用血液）の献血推進が閣議決定される。 8月、日本ブラッドバンクが「ミドリ十字」に社名変更。 10月、「フィブリノーゲン-BBank」の販売名を「フィブリノーゲン-ミドリ」に変更。 |
| 1968年 | 米国医学会専門委員会が「プール血漿」の使用禁止を勧告 |
| 1972年 | 4月、日本製薬の非加熱第IX因子製剤「PPSB-ニチヤク」が製造承認される。 |
| 1972年 | 6月、厚生省が難治性の肝炎研究班を設置。 |
| 1974年 | ウイルス研究者のAlfred Princeが非A型B型の肝炎の存在を示唆。論文中で「C型肝炎」（英語原文では"hepatitis type C"）と呼称。 |
| 1975年 | 弛緩出血ショック止血措置輸血措置懈怠―医師側敗訴 東京地方裁判所昭和50年2月13日判決（判例時報774号91頁） （大量出血時にはフィブリノーゲン製剤を投与すべきとし、そうしなかった医師に高額の損害賠償を命じた） |
| 1976年 | 厚生省が難治性の肝炎研究班内に非A非B型肝炎分科会を設置。 4月、「フィブリノーゲン-ミドリ」の販売名を「フィブリノゲン-ミドリ」に変更。新薬扱いとなり、1967年以前に承認を受けた医薬品の第一次再評価を免れ、かつ、新薬としても厚生省の裁量で、添付資料なしで実質審査を経ず承認される。 12月、ミドリ十字の非加熱第IX因子製剤「クリスマシン」が製造承認される。 |
| 1977年 | 12月、アメリカ食品医薬品局（FDA）がB型肝炎感染の危険性、フィブリノゲン製剤の臨床効果が疑わしいこと、代替治療の存在などを理由として、フィブリノゲン製剤の承認を取り消す。 |
| 1978年 | 1月、ミドリ十字が米国FDAによるフィブリノゲン製剤承認取り消しの情報を社内で回覧する。 |
| 1979年 | 国立予防衛生研究所（現・国立感染症研究所）の血液製剤部長（当時）であった安田純一が自著で米国FDAによるフィブリノゲン製剤承認取り消しに言及。 薬事法改正 |
| 1984年 | 9月、ミドリ十字が厚生省にフィブリノゲン製剤の再評価基礎資料を提出。 |
| 1985年 | 8月、ミドリ十字が厚生省に変更申請を出さないまま、ウイルス不活化法（の処理方法）をBPL処理から「抗HBsグロブリン添加法」に無断で変更。 10月、厚生省がフィブリノゲン製剤の第二次再評価指定をする。 12月、ミドリ十字の加熱第IX因子製剤「クリスマシンHT」の輸入販売が承認される。 |
| 1986年 | 12月、ミドリ十字の非加熱第IX因子製剤「クリスマシン」が最終出荷される。 |
| 1987年 | 1月、厚生省がフィブリノゲン製剤による肝炎感染症例を把握。 3月、旧厚生省が青森県三沢市の産婦人科医院におけるフィブリノゲン製剤（非加熱）による集団感染発生について、調査を開始。 4月20日、ミドリ十字が非加熱フィブリノゲン製剤「フィブリノゲン-ミドリ」を自主回収。 4月30日、ミドリ十字の加熱フィブリノゲン製剤「フィブリノゲンHT-ミドリ」が製造承認される。 7月、「中央薬事審議会血液製剤再評価委員会」が非加熱フィブリノゲン製剤の適応を先天性疾患に限定すると内示。 9-10月、日本産婦人科医会および日本産科婦人科学会は、厚生省に「後天性低フィブリノゲン血症」の適応を残すよう求める要望書を提出。 |
| 1988年 | 6月、ミドリ十字が厚生省の指示により、「フィブリノゲンHT-ミドリ」の緊急安全性情報を配布し、返品を要請（以後、販売数量激減）。 |
| 1989年 | アメリカのワクチンの製造会社「カイロン」グループがC型肝炎ウイルスゲノムのクローニングに一部成功。 |
| 1990年 | 11月、厚生省が加熱フィブリノゲン製剤の再評価指定をする。 |
| 1994年 | 12月、ミドリ十字が同年8月に承認を得た“SD処理”追加の加熱製剤「フィブリノゲンHT-ミドリ」の販売を開始。 |
| 1997年 | 2月、ミドリ十字が後天性低フィブリノゲン血症に対するフィブリノゲン製剤の有用性に関する臨床試験を断念。 |
| 1998年 | 3月、厚生省がフィブリノゲン製剤の適応症を先天性疾患に限定。 |
| 2002年 | 5月、坂口力厚生労働大臣（当時）が国会で「フィブリノゲンから肝炎が発生することはだれしも予測できることであります」と答弁。 8月、厚生労働省、「フィブリノゲン製剤によるC型肝炎ウイルス感染に関する調査報告書」を提出 |
| 2007年 | 10月、418人リスト放置問題が発覚 |
| 2008年 | 1月16日、「特定C型肝炎ウイルス感染者救済特別措置法」が制定される。 |
| 2009年 | 11月、肝炎対策基本法が国会で可決、成立 |

### フィブリノゲン製剤による肝炎集団感染事件
1986年9月から1987年4月にかけて、青森県三沢市の産婦人科医院で、非加熱フィブリノゲン製剤「フィブリノゲン－ミドリ」を投与された産婦8名が非A非B型肝炎（現在のC型肝炎）に感染した。これは、BPL処理法からHBsグロブリン添加法に変更されてから出荷された製剤のものであり、これ以前には、同医院でも肝炎発生の報告はなされていない。厚生省は、1987年1月に非加熱フィブリノゲン製剤による肝炎感染の情報を入手、同年3月26日に調査開始した。この肝炎集団感染事件について、1987年4月18日に新聞で報道され社会問題となった。

### 418人リスト放置問題
2002年8月に厚生労働省が作成した上記「フィブリノゲン製剤によるC型肝炎ウイルス感染に関する調査報告書」の調査過程で、厚生労働省が、製薬会社の三菱ウェルファーマ（旧・ミドリ十字、現・田辺三菱製薬）から提出を受けた文書の中に、フィブリノゲンによってC型肝炎に感染した418人分の個人ごとの情報が記載された症例リストや1987年以降の資料が含まれていた。個人ごとの情報には、イニシャル・氏名や住所、投与日、症状、医療機関名などが含まれており、個人を特定できるケースも複数存在した。しかし、厚生労働省と製薬会社は、個人が特定される患者に対しても事実関係を告知することなく、2007年10月に発覚するまで放置していた。このため、「国や製薬会社は20年以上も薬害の事実を隠ぺいしてきた」、「2002年の時点で告知をしておけば、被害者は適切な治療をより早期に受けることもできた」などと厳しい批判の声が上がった。
厚労省は、調査プロジェクトチームを立ち上げてこの問題を調査し、11月30日に最終報告書をまとめ「国は患者の視点に立ち、告知に配慮してしかるべきで、反省すべきだ」とした。しかし、告知を行わなかった責任については、「責任があるとまでは言い切れなかった」と結論づけた。
一方、報告書は「職員に隠ぺいの意図はなかったが、文書管理の状況は極めて不十分」だとし、厚生労働省は、12月3日高橋直人医薬食品局長、医薬担当の黒川達夫官房審議官、医薬食品局総務課長の3人を厳重注意処分とした。
2007年11月30日現在、418人のうち265人がほぼ特定されたが、そのうち51人が死亡していた。医療機関を通して感染の事実や感染原因を告知されたのは92人。死亡した人のうち9人の遺族に対しても、感染原因などが伝えられた。

## 薬害肝炎訴訟

### 訴訟の概要
薬害肝炎の被害者が原告となり、国と製薬会社3社（田辺三菱製薬（旧・三菱ウェルファーマ）、ベネシス（＝以上2社は旧・ミドリ十字）、日本製薬）を被告として、フィブリノゲン製剤と非加熱第Ⅸ因子製剤の投与によりC型肝炎に感染したと主張し、損害賠償を求めて全国で合わせて5つの裁判所に提訴した。2006年6月に大阪地裁で、8月に福岡地裁で、それぞれフィブリノゲン製剤について、国と製薬会社の責任を一部認める判決が言い渡された。
翌2007年3月には、東京地裁で、国と製薬会社の責任を一部認める判決が言い渡され、初めて第Ⅸ因子製剤に対する製薬会社の責任が一部認められた。さらに7月の名古屋地裁判決では、フィブリノゲン製剤・第Ⅸ因子製剤ともに1976年以降の国と製薬会社の責任を認めた。原告数は、2007年2月5日の全国一斉提訴により、計160名になった。さらに11月30日に30人が一斉提訴、12月5日に2人が提訴し、原告数は200人を超えた。418人リスト問題の発覚による提訴者は5人を数える。

### 訴訟の経過
- 2002年10月 - 東京原告13名と大阪原告3名が、東京地裁と大阪地裁に、損害賠償を求めて提訴。
- 2003年4月 - 福岡地裁で10名提訴。その後、名古屋、仙台でも提訴。
- 2006年
  - 2月 - 大阪地裁と福岡地裁で結審。
  - 6月21日 - 大阪地裁で判決言渡し。フィブリノゲン製剤に関し、被告である国について1987年4月以降の、被告「三菱ウェルファーマ」、「ベネシス」について1985年8月以降の責任を認めた。原告・被告双方が控訴し、大阪高裁に係属。
  - 8月1日 - 東京地裁で結審。
  - 8月30日 - 福岡地裁で判決言い渡し。フィブリノゲン製剤に関し、被告である国と「三菱ウェルファーマ」、「ベネシス」について1980年11月以降の責任を認めた。原告・被告双方が控訴し、福岡高裁に係属。

- 2007年
  - 1月23日 - 名古屋地裁で結審。
  - 3月23日 - 東京地裁で判決言い渡し。フィブリノゲン製剤に関し、被告である国について1987年4月～1988年6月、「三菱ウェルファーマ」、「ベネシス」について1985年8月～1988年6月の責任を認めた。第IX因子製剤のクリスマシンに関し、「三菱ウェルファーマ」、「ベネシス」について1984年1月以降の責任を認め、PPSB－ニチヤクに関し、「日本製薬」について1984年1月以降の責任を認めた。原告・被告双方が控訴し、東京高裁に係属。
  - 4月16日 - 仙台地裁で結審。
  - 7月31日 - 名古屋地裁で判決言い渡し。フィブリノゲン製剤に関し、被告である国と「三菱ウェルファーマ」、「ベネシス」について1976年4月以降の責任を認めた。第Ⅸ因子製剤のクリスマシンに関し、国と「三菱ウェルファーマ」、「ベネシス」について1976年12月以降の責任を認め、PPSB－ニチヤクに関し、国と日本製薬について1976年12月以降の責任を認めた。原告・被告双方が控訴し、名古屋高裁に係属。
  - 9月7日 - 仙台地裁で判決言い渡し。国に責任なしとされ、原告が敗訴。
  - 12月13日 - 大阪高裁が東京地裁判決に基づき、1984年以降の感染者のみ国の責任を認める内容の和解案を提示。原告団はあくまで1984年以前の感染者や訴訟を提起していない被害者等も含め全員を救済すべきであるとして、当日の内に和解案の受け入れ拒否を表明。